# Nueva Linda, Pantelhó
Nueva Linda är en ort i Mexiko.   Den ligger i kommunen Pantelhó och delstaten Chiapas, i den sydöstra delen av landet, 800 km öster om huvudstaden Mexico City. Nueva Linda ligger 1 358 meter över havet och antalet invånare är 242.
Terrängen runt Nueva Linda är kuperad åt sydost, men åt nordväst är den bergig. Runt Nueva Linda är det ganska tätbefolkat, med 129 invånare per kvadratkilometer. Närmaste större samhälle är Yajalón, 13,5 km nordost om Nueva Linda. Omgivningarna runt Nueva Linda är en mosaik av jordbruksmark och naturlig växtlighet.